# Élisabeth Crouzet-Pavan
Élisabeth Crouzet-Pavan (Parigi, 17 luglio 1953) è una storica e docente francese, insegna all'Università di Parigi-Sorbona ed è nota per il suo interesse per la storia d'Italia e in particolare per la sua conoscenza di Venezia nel tardo  Medioevo.

## Biografia
Crouzet-Pavan è nata a Parigi nel 1953. Dopo la laurea in storia nel 1976, ha lavorato prima insegnando storia e geografia a bambini in età scolare. Ha quindi conseguito il dottorato nel 1989 sul tema: “Spazi urbani, potere e società a Venezia alla fine del Medioevo”. Nel 1990 ha insegnato all'Università Charles-de-Gaulle Lille-III, poi nel 1997 è stata nominata professore di storia del Medioevo all'Université Paris-Sorbonne.
La sua tesi di dottorato, 'Sopra le acque salse', è stata pubblicata nel 1992 dalla Scuola Francese di Roma e poi recentemente ripubblicato con il titolo Le Moyen Age de Venise, dalle acque salate al miracolo delle pietre. Questo lavoro tratta della storia urbanistica, sociale ed estetica di Venezia in epoca medievale, e più in particolare nel basso medioevo. Esplora anche il tema del mito, che si ritrova attraverso l'altra sua opera più sintetica, Venezia trionfante, gli orizzonti di un mito, pubblicata nel 1999.
Ha vinto il Prix Guizot nel 2002. Nel giugno 2016, Élisabeth Crouzet-Pavan è stata eletta corrispondente francese dell'Académie des inscriptions et belles-lettres.

## Vita privata
Élisabeth Crouzet-Pavan è la moglie dello storico modernista Denis Crouzet e la madre della storica contemporanea Guillemette Crouzet.

## Opere principali
- Sopra le acque salse. Espaces, pouvoirs et société à Venise à la fin du Moyen Âge, Collection de l'École française de Rome/Istituto Italiano per il Medio Evo, 1992
- La mort lente de Torcello: histoire d'une cité disparue, Fayard, 1995; nuova edizione, Albin Michel, coll. «Bibliothèque de l'Évolution de l'humanité», 2017; pubblicato in italiano da Jouvence, 2002
- Venise, une invention de la ville (XIII – XV secolo), Champvallon, coll. «Époques», 1997
- Pouvoir et édilité dans l'Italie communale et seigneuriale, «collection de l'École française de Rome», 2003
- Venise triomphante, les horizons d'un mythe, Albin Michel, «Bibliothèque de l'évolution de l'humanité», 1999 e 2004; pubblicato in italiano da Einaudi, 2001
- Enfers et paradis. L'Italie de Dante et de Giotto, Albin Michel, «Bibliothèque de l'Évolution de l'humanité», 2001 e 2004; pubblicato in italiano da Fazi Editore, Roma, 2007
- Renaissances italiennes (1380-1500), Albin Michel, «Bibliothèque de l'Évolution de l'humanité », 2007 e 2013; pubblicato in italiano da Viella, Roma, 2009
- (insieme a Élodie Lecuppre-Desjardin), Villes de Flandre et d'Italie : les leçons d'une comparaison, Brepols, 2007
- (con Jacques Verger), La dérision: de la pratique sociale au rituel politique, PUPS, 2007
- Les villes vivantes: Italie XIII–XV siècle, Fayard, 2009
- (con Denis Crouzet), prefazione di L.Febvre, F. Crouzet, Nous sommes des sang-mêlés: manuel d'histoire de la civilisation française, Albin Michel, 2012
- Le mystère des rois de Jérusalem (1099-1187), Albin Michel, 2013
- (con C. Callard e A. Tallon), La politique de l'histoire en Italie. Arts et pratique du réemploi (XIV – XVI siècle) PUPS, 2014
- (con D. Crouzet e Ph. Desan), Cités humanistes. Cités politiques (1400-1600) PUPS, 2014
- Le Moyen Âge de Venise: les eaux salées au miracle de pierres, Albin Michel, 2015
- (con Jean-Claude Maire Vigueur), L'art au service du prince: la politique monumentale, artistique et culturelle des états princiers et seigneuriaux: paradigme italien, expérience européenne (1250- 1550), Viella, 2015
- (con Jean-Claude Maire Vigueur), Décapitées: trois femmes dans l'Italie de la Renaissance, Albin Michel, 2018; pubblicato in italiano da Einaudi, 2019
- Venise vie – XXI siècles, Belin, coll. Références, 2021

## Premi
- 1992 - Premio dell'Accademia delle iscrizioni e delle belle lettere per il libro Sopra le acque salse
- 2002 - Prix Guizot, per il libro Enfers et paradis: l'Italie de Dante et de Giotto, Albin Michel
- 2013 - Prix Diane Potier-Boès de l'Académie française per il libro Le mystère des rois de Jérusalem (1099-1187)
- 2015 - Prix Henri de Bizémont de la Société de géographie per il libro Le Moyen Âge de Venise: les eaux salées au miracle de pierres

## Riconoscimenti
Nel 2012 ha ricevuto il dottorato honoris causa dall'Università di Gand.

## Onorificenze
- 2008 - Cavaliere della Legion d'Onore[3]
- 2015 - Ufficiale dell'Ordine Nazionale al Merito[4]